# レッドウィングス航空9268便着陸失敗事故
レッドウィングス航空9268便着陸失敗事故は、2012年12月29日にロシアで発生した航空事故である。
パルドゥビツェ空港からヴヌーコヴォ国際空港へ向かっていたレッドウィングス航空9268便（ツポレフ Tu-204-100B）が着陸時に滑走路をオーバーランし、乗員8人中5人が死亡した。
この事故はTu-204で発生した2件目の全損事故であり、初の死亡事故ともなった。

## 飛行の詳細

### 事故機

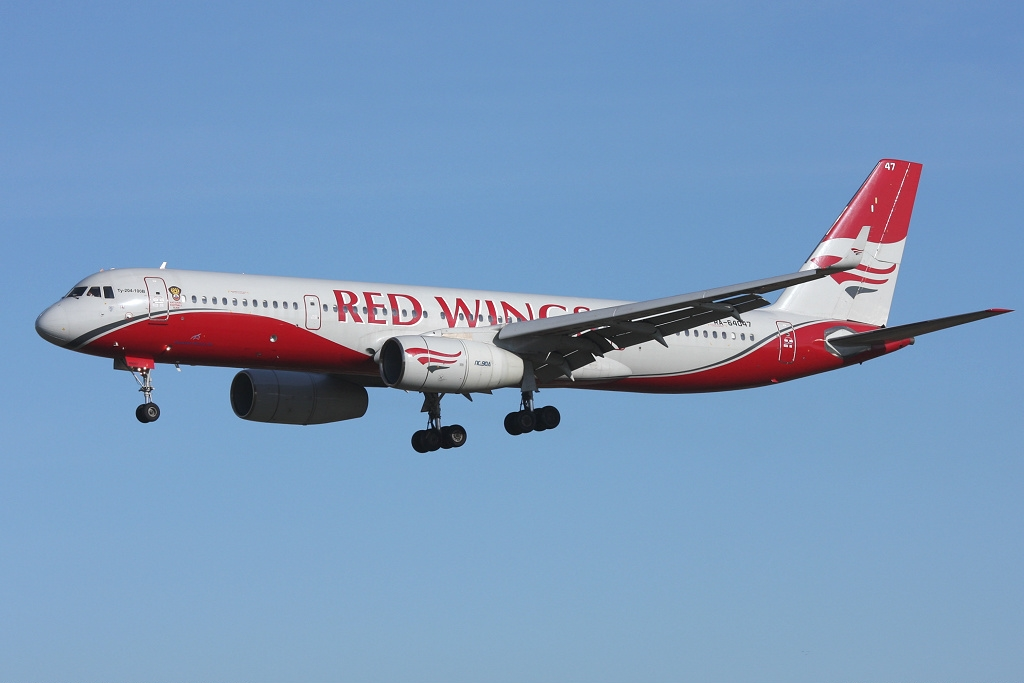
2010年11月に撮影された事故機

事故機のツポレフ Tu-204-100B（RA-64047）は、製造番号1450743164047として2008年に製造された。総飛行時間は8,672時間で、2,482サイクルを経験していた。事故によりRA-64047は全損扱いとなり、同社初の機体損失となった。

### 乗員
機内には8人の乗員が搭乗しており、うち5人が事故により死亡した。
機長は58歳の男性だった。総飛行時間は14,500時間以上で、Tu-204では3,000時間以上の飛行経験があった。副操縦士は53歳の男性だった。総飛行時間は10,000時間以上で、Tu-204では500時間以上の飛行経験があった。航空機関士は54歳の男性だった。総飛行時間は10,000時間以上で、Tu-204では1,600時間以上の飛行経験があった。

## 事故の経緯

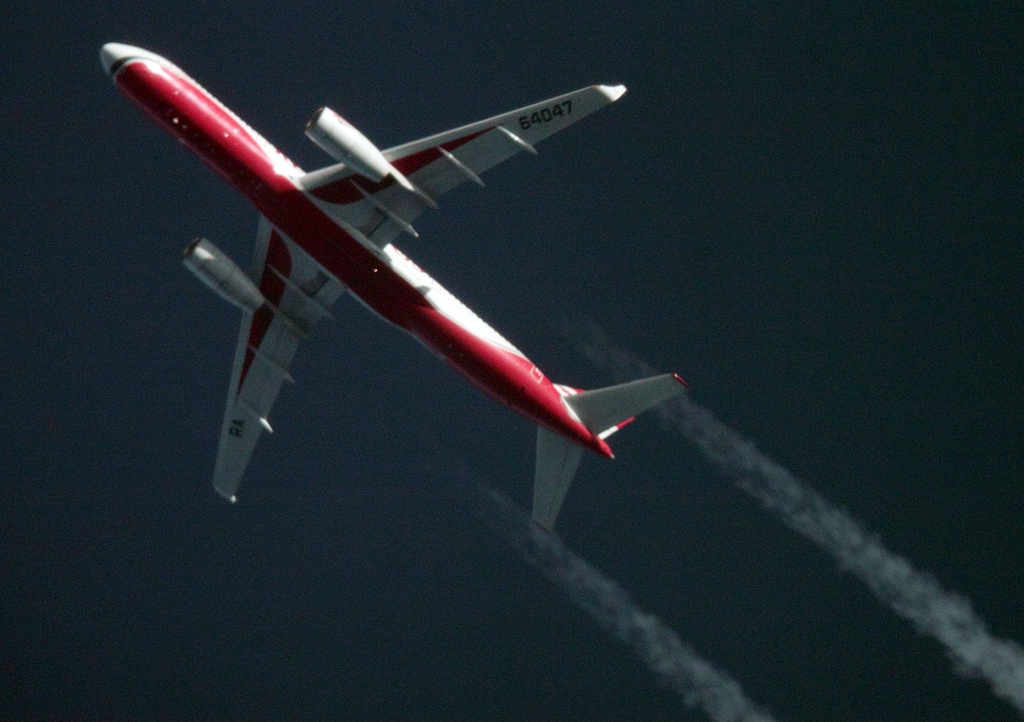
事故当日のGMT8時32分にポーランドで撮影された事故機

GMT10時10分、9268便はチェコのパルドゥビツェ空港を離陸した。9268便はヴヌーコヴォ国際空港の滑走路19へ北から接近した。最終進入はオートスロットルを解除した状態で行われたが、進入は不安定だった。GMT12時35分、9268便は滑走路端から2,950フィート (900 m)から3,280フィート (1,000 m)地点に124ノット (230 km/h)で接地した。パイロットはスラストリバーサーを展開させようとしたが作動しせず、またエアブレーキとスポイラーも自動的に展開しなかった。リバーサーが展開せず、通常の推力が働いたため機体は130ノット (240 km/h)まで加速した。着陸から32秒後、9268便は116ノット (215 km/h)で滑走路をオーバーランした。オーバーランした機体は、4時35分24秒、滑走路の33フィート (10 m)先にあるM3高速道路の堤防に衝突し、大破した。残骸はM3高速道路上にまで飛散し、走行中の自動車に衝突した。このときの様子は別の車のドライブレコーダーに記録されていた。
ロシア内務省によれば、事故により機長、副操縦士、航空機関士と客室乗務員1人が即死し、別の客室乗務員1人が病院に搬送された後に死亡した。

## 事故調査

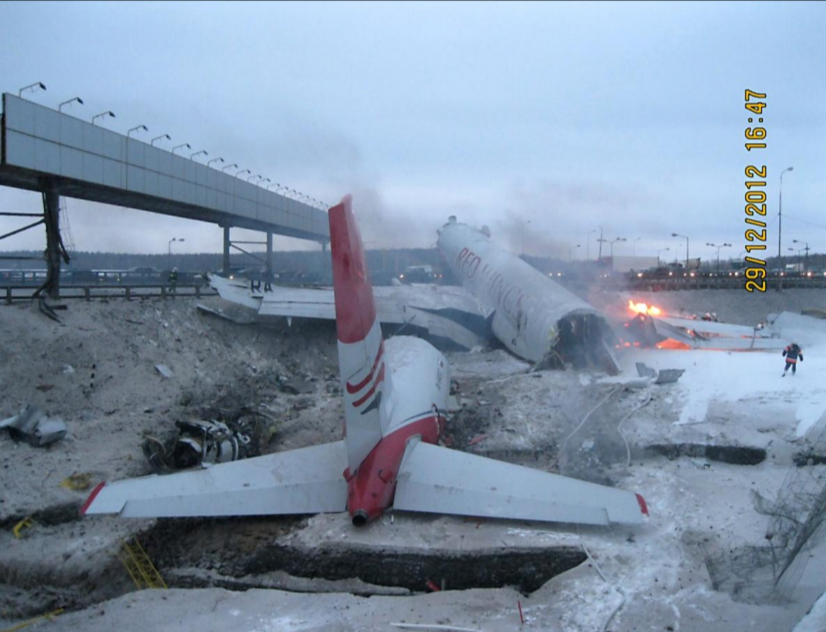
9268便の残骸

事故調査には国家間航空委員会（MAK）の他、ロシア連邦航空運輸局、ロシア連邦運輸分野管理庁も参加した。コックピットボイスレコーダーとフライトデータレコーダーはどちらも回収され、分析が行われた。事故の15分後、滑走路の摩擦係数が測定された。測定値は0.63で、Tu-204の着陸が許容される範囲内だった。また、滑走路の点検は着陸の1時間20分前に行われていた。12月31日、MAKは滑走路の状態は事故に影響しなかったようだと述べた。
調査から9268便が通常よりも高速で着陸していたことが判明した。Tu-204の着陸時の推奨最低速度は108ノット (200 km/h)から111ノット (206 km/h)だった。しかし9268便は140ノット (260 km/h)近い高速で着陸した。そのため、着地点が通常よりも遠くなった。
また、9268便は左主脚から着陸し、その後交互に主脚が接地していたため、両主脚の支柱に圧力が加わらず、エアブレーキとスポイラーが自動的に展開されなかった。加えて、パイロットはホイールブレーキを使用したが、同様の理由のため作動しなかった。Tu-204では両主脚の支柱へ同時に5.5t以上の圧力が加わることによってブレーキ類が使用できる設計となっていた。着陸から32秒後、両主脚が同時に接地し、エアブレーキとスポイラーが自動的に展開されたが、すでに機体は滑走路をオーバーランしていた。9268便はおよそ103ノット (191 km/h)の速度で空港外周のフェンスに衝突した。
2013年2月、MAKはジュコーフスキー空港で飛行試験を行った。試験ではエアブレーキとスポイラーが自動的に展開されず、パイロットがしたスラストリバーサーの誤った操作を再現した状態で着陸が行われた。その結果、着陸の初期段階に誤った操作を行ったとしても、その後に適切な操作を行えば滑走路内で停止できる可能性があったと判明した。

### 最終報告書
2014年3月3日、MAKは最終報告書を公表した。報告書では、スラストリバーサーの制御装置の整備不備とパイロットがエアブレーキとスポイラー及びスラストリバーサーの適切な操作を行わなかったことが事故原因とされた。また、Tu-204に搭載されているセンサーの設計やレッドウィングス航空の安全管理体制などの問題も指摘された。

### 以前のオーバーラン事故
9268便の事故が発生する9日前の12月20日にもレッドウィングス航空の別のTu-204（RA-64049）がオーバーラン事故を起こしていた。RA-64049はブレーキの故障によりトルマチョーヴォ空港の滑走路25を1,150フィート (350 m)オーバーランした。同機には乗員乗客70人が搭乗していたが全員無事だった。この事故を受けてロシア連邦航空運輸局は12月24日に、Tu-204のブレーキ駆動機構を検査するよう全ての運用者に通達した。この事は事故前日の12月28日に製造元であるツポレフにも通達された。
12月30日、連邦航空運輸局のAleksandr Neradko局長は9268便のデータレコーダーの調査から、事故機が通常の位置に接地したにもかかわらず滑走路をオーバーランした事が判明したため、この事故もブレーキの故障が原因と疑われた。

### 刑事訴訟
ロシア連邦捜査委員会は、ロシア連邦刑法第263条のパート3に従って捜査を行った。この捜査はロシア連邦警察庁の特別管理下で行われた。2012年12月30日、当局はレッドウィングス航空から文書の押収などを行った。2014年9月1日、当局は主に機長と航空機関士に過失があったと言う結論に同意し、捜査を終了した。